# Coalición del Norte
La Coalición del Norte fue una alianza entre las provincias del norte de la Confederación Argentina, establecida a principios del año 1840 para oponerse a Juan Manuel de Rosas, gobernador de la Provincia de Buenos Aires y encargado de las relaciones exteriores de la Confederación. Sus fuerzas militares participaron en la guerra civil hasta su derrota ocurrida en septiembre de 1841. La Coalición llegó a controlar seis provincias simultáneamente, y pretendió aliarse con la aislada provincia de Corrientes, cuyo gobernador también era enemigo de Rosas.

## Situación de la Argentina en 1840
La Argentina llevaba ya más de dos décadas sin un gobierno centralizado y sin una Constitución, si se exceptúa el corto período de la presidencia de Bernardino Rivadavia, que no fue reconocida en todo el país. El gobernador porteño, Juan Manuel de Rosas, había sido legítimamente electo en su provincia y las demás le habían delegado el manejo de las relaciones exteriores y la paz y guerra.
Rosas había logrado poner a varios de sus aliados de gobernadores en diversas provincias, como la de Córdoba, donde gobernaba Manuel López, alias «Quebracho», y San Juan, donde lo hacía era Nazario Benavídez. En su propia provincia, Rosas gobernaba con la «suma del poder público», es decir, con absoluta discrecionalidad y sin obligación de dar cuenta de sus actos a nadie.
Durante la década de 1830, después de la derrota de la Liga Unitaria del Interior, el partido federal dominó todas las provincias argentinas bajo la dirección de tres caudillos: Rosas en Buenos Aires, Facundo Quiroga de La Rioja, y Estanislao López, de Santa Fe.
La muerte de Quiroga en 1835 dejó el control del norte al gobernador de la provincia de Tucumán, Alejandro Heredia, quien tras la declaración de guerra por parte de Rosas al presidente de la Confederación Peruano-Boliviana, Andrés de Santa Cruz, del 19 de mayo de 1837, fue puesto a cargo de las operaciones como comandante del Ejército del Norte. Heredia reemplazó a los gobernadores de Salta, Jujuy y Catamarca por jefes militares adictos. Su política fue particularmente permisiva para con los unitarios, y bajo su mando no hubo más problemas que la guerra entre Salta y Jujuy, la guerra contra la Confederación Perú-Boliviana y los conflictos que el propio Heredia fomentaba para imponer su autoridad en las provincias vecinas.
A fines de 1838, Heredia fue asesinado por un oficial descontento, apoyado por algunos personajes del partido unitario (o al menos liberal) que estaban en Tucumán bajo su protección. Entre ellos tuvo un papel destacado el joven Marco Avellaneda, hijo de un exgobernador de Catamarca. Después de la muerte de Heredia, el poder en Tucumán pasó paulatinamente a un grupo liberal, y lo mismo sucedió en las provincias que el tucumano había controlado.
En todo el país había grupos de opositores que pretendían forzar un cambio de política, entre los cuales el más destacado era la Asociación de Mayo, dirigida en Buenos Aires por Esteban Echeverría. Pero la persecución de Rosas a sus opositores los obligó a conspirar en su contra o exiliarse, generalmente en Montevideo. En las provincias del interior, en especial las del noroeste del país, la persecución no era tan acentuada, y esos grupos estaban muy cerca del poder, cuando no formando parte de los gobiernos provinciales.

## Primeras campañas contra Rosas
Los primeros problemas vinieron de afuera, cuando el general oriental Fructuoso Rivera derrocó al presidente del Estado Oriental del Uruguay, Manuel Oribe con ayuda de la flota francesa.
Esta misma flota estableció un bloqueo al puerto de Buenos Aires y al Río de la Plata, ocupando la isla Martín García. El gobernador Estanislao López envió a Buenos Aires a su ministro Domingo Cullen, que entró en tratativas con el comandante de la flota francesa. En medio de esas tratativas murió López, por lo que Cullen regresó a Santa Fe y se hizo elegir gobernador. Pero Rosas no reconoció al nuevo gobernador y este fue expulsado. En su lugar fue elegido Juan Pablo López, hermano del caudillo fallecido.
Cullen se refugió en Santiago del Estero, donde organizó la primera campaña de oposición sistemática contra el gobierno de Rosas y sus aliados. Con su ayuda, los coroneles Santiago Oroño y José Manuel Salas insurreccionaron la zona de El Tío, actualmente el Departamento San Justo. El gobernador López los atacó y derrotó en la batalla de La Trinchera, a fines de febrero.
Por su parte, el exgobernador cordobés Pedro Nolasco Rodríguez se había trasladado a Catamarca, donde el gobernador Cubas le entregó quinientos milicianos para unirse a la revolución, que ambos ignoraban que ya había fracasado.
Rodríguez llegó a Córdoba, incorporó a los derrotados Oroño y Salas, y enfrentó a López en la batalla de Las Cañas, el 28 de marzo, en la que resultó derrotado y capturado. Oroño y Salas lograron escapar a Corrientes, pero Rodríguez fue fusilado.
Poco después, Rosas exigió a Ibarra la captura de Cullen, que fue enviado a Buenos Aires. Apenas entró en el territorio de la provincia, a fines de junio, fue fusilado por orden de Rosas. En ese momento, el gobernador correntino Genaro Berón de Astrada se levantó contra el poder de Rosas, pero fue vencido y muerto también.
También por esa época estalló en Buenos Aires la Revolución de los Libres del Sur, pero sus líderes fueron vencidos en la batalla de Chascomús, después de haber esperado en vano el apoyo del general unitario Juan Lavalle. Cuando este había preferido invadir Entre Ríos, primero con unos pocos hombres y luego, a principios de 1840, con la mayor parte del ejército de la provincia de Corrientes. Tras una larga campaña, invadió la provincia de Buenos Aires.

## Solá, Avellaneda y Cubas preparan el alzamiento
Los gobernadores del norte argentino se fueron pasando al partido liberal, con apoyo de exunitarios. Y los que se opusieron fueron directamente desplazados por estos. En general se los conoce como «unitarios», pero no todos lo eran. Como en todos los casos terminaron aliados a exunitarios notables, el título –si no verdadero– resultó una simplificación útil. Útil para los historiadores, pero sobre todo para Rosas, que explotó la ambigüedad del término con habilidad.
Manuel Solá (Salta), Marco Avellaneda (Tucumán) y José Cubas (gobernador catamarqueño), pasaron casi dos años intentando dirigir una sublevación general contra Rosas, y hasta apoyaron sublevaciones contra algunos gobernadores leales a Rosas. Pero, prudentemente, esperaron alguna ocasión propicia para pronunciarse contra él.
Rosas, por su parte, estaba enterado de la conspiración en su contra. Temiendo que se formara un ejército para combatirlo, y con la excusa de que necesitaba las armas que había enviado a Heredia para la guerra contra Santa Cruz, Rosas decidió quitárselas al gobierno tucumano. Insólitamente, eligió para esa misión al general Gregorio Aráoz de Lamadrid, un exunitario muy destacado. Rosas lo creyó sinceramente pasado al bando federal, y es posible que así fuera, solo que Lamadrid era un personaje particularmente inconsecuente. Apenas llegado con su escolta a Tucumán, se puso en contacto con los conspiradores.

## La Coalición
El 7 de abril de 1840, la provincia de Tucumán se pronunció públicamente contra Rosas; lo desconocía en su carácter de gobernador de Buenos Aires y le retiraba la delegación de las relaciones exteriores. Se creó entonces la Coalición del Norte, constituida por los siguientes agentes diplomáticos, diputados:  El fundamento de la guerra contra Rosas no era allanarse a Francia, sino tener una constitución, se nombra a Brizuela Director de la Liga confiándole los «asuntos generales» con facultades de hacer la guerra, firmar la paz, negociar empréstitos «dentro o fuera de la república», celebrar tratados (que ratificaría cada provincia). Brizuela tenía en La Rioja el Ejército más numeroso y mejor armado de la Coalición, y la oficialidad más destacada. Lamadrid se pasó a sus filas, y fue nombrado comandante del ejército provincial.
A lo largo del mes de abril, Avellaneda convenció a los demás gobiernos de imitar su pronunciamiento. Se unieron a ellos Salta, Jujuy, Catamarca y La Rioja. El único gobernador del norte que se negó de plano a unírseles fue Juan Felipe Ibarra, de Santiago del Estero. 
Unos meses más tarde, el 24 de agosto, se realizó en Tucumán una reunión de representantes de las provincias, de la cual formaron parte Andrés Ocampo por La Rioja, Ignacio Moldes por Salta, Francisco Marcelino Augier por Catamarca y Salustiano Zavalía por Tucumán, elegido este último presidente de la reunión. En esa reunión se formalizó la Coalición del Norte.
El gobernador de La Rioja, Tomás Brizuela, tenía el ejército provincial mejor organizado y la oficialidad más destacada, y controlaba además los más importantes pasos de montaña a Chile, de donde se esperaban refuerzos. De modo que se consideró esencial su colaboración, y se lo convenció de unirse nombrándosele comandante del ejército de la Coalición, confiándole los "asuntos generales" con facultades de hacer la guerra, firmar la paz, negociar empréstitos "dentro o fuera de la República" y celebrar tratados, aunque estos últimos requerían su ratificación por parte de cada provincia.
Se mantuvieron intensas relaciones con el gobernador de Corrientes, Pedro Ferré, enemigo también de Rosas. Pero la relación directa era imposible, excepto a través del Chaco, camino impracticable para grandes ejércitos. 
Si bien su objetivo confeso era obligar a reunir un congreso constituyente, con o sin Rosas, o incluso contra él (se descontaba que debería ser derribado), realmente no se dieron pasos útiles en esa dirección. De hecho, los tratados entre las provincias eran más explícitos, pero de consecuencias prácticas menos importantes de los que habían unido a la Liga del Interior diez años antes.
La política interna, administrativa, pronto tuvo que dejar paso a la guerra.

### Campañas hacia el centro del país
Explícita o tácitamente, se acordó con el general Lavalle una táctica que podría haber sido efectiva. Ambos ejércitos debían converger sobre Santa Fe y desde allí atacar Buenos Aires. Para ello, Lavalle debía cruzar Entre Ríos, derrotando a su gobernador, Pascual Echagüe, y Lamadrid debía cruzar Córdoba, derrotando al gobernador Manuel López.
A fines de junio, Lamadrid avanzó hacia el sur, esquivando Santiago del Estero, a cuyo gobernador suponía relativamente neutral. Incorporó la división aportada por Catamarca, pero el gobernador Cubas se negó a incorporársele y regresó a su provincia. Al llegar a Albigasta, cerca de Frías, el coronel Celedonio Gutiérrez lo abandonó con doscientos milicianos y se pasó a las filas de Ibarra. El comandante Juan Crisóstomo Álvarez fue enviado a perseguirlo, pero no logró derrotarlo por completo; tras unos días en que arreciaron las deserciones, Lamadrid retrocedió a Tucumán.
Al mismo tiempo se había sublevado en Córdoba el jefe militar de los departamentos del norte, Sixto Casanova, pero había sido completamente vencido por el gobernador López.
Poco después estalló en Santiago del Estero una sublevación contra el gobernador Ibarra. Los unitarios asesinaron al jefe que intentó impedirles su intento. Resultó que este era el coronel Francisco Ibarra, hermano del caudillo, que juró venganza. Visiblemente impopulares, los unitarios duraron en el poder solamente tres días. A su regreso, Ibarra ejecutó con inusitada crueldad a sus enemigos. Algunos fueron ajusticiados bárbaramente ese mismo día. Otros tardaron hasta cinco años, pero todos murieron ejecutados –o de hambre– en las prisiones de Ibarra.
Mientras tanto, Lavalle había fracasado en su invasión a Buenos Aires. Como premio de consuelo, ocupó la ciudad de Santa Fe, pero allí fue rodeado por el ejército enemigo, al mando del expresidente uruguayo Manuel Oribe.
Lamadrid avanzó sobre La Rioja a mediados de octubre, para enfrentar al jefe del ejército de Cuyo, el general mendocino José Félix Aldao. Tras una serie de escaramuzas, este regresó a su provincia, al enterarse de que en ella había un grupo conspirador que intentaba deponerlo.
Libre de su principal enemigo, Lamadrid invadió la provincia de Córdoba. López no estaba en la capital, ya que había salido con sus milicias al sur de la provincia, temiendo que Lavalle la invadiera. Al saber de la llegada de Lamadrid, los unitarios depusieron al gobernador en ausencia el 10 de octubre y recibieron en triunfo a Lamadrid. Oficialmente, el nuevo gobernador José Francisco Álvarez se unió a la Coalición del Norte.
El gobernador de Salta, Manuel Solá, invadió Santiago del Estero a fines de octubre con quinientos hombres, llevando al coronel Mariano Acha como jefe de Estado Mayor. También llegó desde Catamarca el nuevo gobernador, José Luis Cano, al frente de cuatrocientos hombres. Ibarra, que todavía estaba reprimiendo a sus enemigos, se negó a combatirlos, y simplemente les aplicó la estrategia de la "tierra arrasada".
Solá capturó la ciudad desierta, emitió algunas proclamas inútiles y persiguió sin resultado a Ibarra. Desanimado, escribió a Lamadrid: 

¿Podrá usted figurarse que nunca se ha mostrado más enemigo este salvaje país de fuerzas que sólo venían a protegerlos, que en esta ocasión? No pasan de tres hombres que en esta larga distancia a que hemos podido llegar con mil inconvenientes, se hayan atrevido a vernos las caras… Todo lo hemos encontrado exhausto y en retirada a los montes, las casas abandonadas… al revés, cada algarrobo o jumial es un espía y bombero de Ibarra.

El no invitado y fracasado "libertador" debió continuar hacia Córdoba, mientras Cano regresaba a su provincia.

### Quebracho Herrado

En 1841, la expedición de Lavalle hasta su muerte en Jujuy, y el traslado de su cadáver a Tarija, fuera de la Confederación Argentina.

Indirectamente, Lamadrid y Lavalle habían llegado a la posición que habían pensado les permitiría derrotar a Rosas en su provincia. Pero la situación había cambiado completamente: en esa época se firmó el Tratado Mackau-Arana, que decidía el levantamiento del bloqueo francés. Lavalle quedaba aislado.
Los dos generales diseñaron una variante de su estrategia: debían reunir sus ejércitos en el este de Córdoba, derrotar a Manuel López, y desde allí avanzar rápidamente sobre Buenos Aires, dejando a un costado a Oribe. Para ello acordaron reunirse en la posta de Romero, cerca de Quebracho Herrado, en el extremo oriental de la provincia de Córdoba, el día 20 de noviembre. Lavalle abandonó Santa Fe el 7 de noviembre y se dirigió hacia allí, perseguido de cerca por las fuerzas de Oribe. Pero la intensa persecución a que lo sometió Oribe lo obligó a marchar con mucha lentitud, lo que hizo que se retrasara y no pudiera llegar el día convenido.
Pasados algunos días, y sin noticia alguna de Lavalle, Lamadrid se retiró un poco hacia el sur, en busca de Quebracho López, sin avisar a su aliado de su maniobra. De modo que, cuando Lavalle llegó a destino, Lamadrid no estaba allí, ni había noticia alguna sobre su paradero. 
De modo que se vio obligado a presentar combate. La batalla de Quebracho Herrado, del 28 de noviembre de 1840, fue una victoria absoluta de los federales, al mando de Oribe y Ángel Pacheco.
Los restos del ejército de Lavalle se retiraron hacia la ciudad de Córdoba, donde se encontraron Lavalle y Lamadrid. Después de las recriminaciones que mutuamente se hicieron, se pusieron de acuerdo para retirarse hacia el norte. Mientras Lamadrid retrocedía a Tucumán, Lavalle intentó dominar Cuyo y La Rioja.

## Avances federales
Enviaron a Santiago del Estero al coronel Acha, a intentar nuevamente derrotar a Ibarra. Tuvo en mismo resultado que cuando había llegado con Solá. Incluso perdió la división de correntinos con que lo había reforzado Lavalle, ya que éstos se pasaron a las fuerzas de Ibarra. Acha huyó hacia Catamarca.
En Salta, el gobernador interino Miguel Otero se había pasado abiertamente a los federales. Solá perdió meses en expulsarlo de la provincia, ya que contaba con el apoyo de varios caudillos rurales; sobre todo de José Manuel Saravia –cuñado de Ibarra– que recibía continuos auxilios desde Santiago del Estero. Lamadrid y Avellaneda se trasladaron a esa provincia para ayudar a Solá a vencer a Saravia. El precio a pagar fue que Salta casi no contribuyó a las siguientes campañas.
Por su lado, Lavalle envió a las provincias de Cuyo a sus mejores hombres, en una división al mando del coronel José María Vilela. La intención era apoyar al gobierno revolucionario de Eufrasio Videla en San Luis y la revolución unitaria de Mendoza, que por corto tiempo había colocado de gobernador a Pedro Molina. Vilela se dejó alcanzar y derrotar completamente por Pacheco en la batalla de San Cala, el 9 de enero de 1841. Los restos de su división huyeron a Catamarca.
De todos modos, la conspiración en Mendoza había fracasado ante la mera presencia de Aldao. Desde allí, Aldao había marchado a San Luis, donde había vencido a los Videla, en la batalla de Las Quijadas, acompañado por Pablo Lucero, que poco después fue elegido gobernador.
Lavalle se internó en La Rioja, donde exigió auxilios al gobernador Brizuela. Chocó con este, que pretendía ejercer el mando teórico que se le había concedido, y se dijo que sedujo a su esposa o su amante. De modo que se separó de Brizuela y se trasladó a Famatina.
Aldao había regresado a La Rioja, y ocupó la capital de la provincia. Desde allí avanzó hacia el norte, hasta que se enteró de que estaba dejando a su enemigo principal a su costado izquierdo; la Sierra de Velasco no le permitía ir directo hacia él, de modo que retrocedió. Pero antes de ello, el coronel José María Flores se encontró, casi de casualidad, con la división de Acha, que regresaba desde Santiago del Estero a unirse a Lavalle por el norte de La Rioja. Lo derrotó completamente en la batalla de Machigasta, de tal modo que el vencido llegó casi solo a Catamarca. 
Oribe también entró en La Rioja, donde se pasaron a sus fuerzas casi todos los comandantes militares de la zona de Los Llanos, con la notable excepción del futuro famoso caudillo Ángel Vicente Peñaloza, el Chacho. Lavalle, enfrentado a dos ejércitos, retrocedió hacia Catamarca.
Por su parte, Brizuela fue derrotado y muerto – por un oficial de sus propias fuerzas – en Sañogasta. Y los coroneles Mariano Maza e Hilario Lagos ocuparon Catamarca con fuerzas venidas desde Buenos Aires.

## Campaña de Cuyo
De todos modos, Lavalle había logrado algo de lo que se había propuesto: ganar tiempo. Porque tiempo era lo que necesitaba Lamadrid para reorganizar y reforzar su ejército en Tucumán. La campaña de Cuyo le permitió hacerlo, e incluso tuvo tiempo de ayudar a Solá a ocupar nuevamente el gobierno en Salta y derrotar a Saravia.
Cuando estuvo listo, Lamadrid marchó a colaborar con Lavalle. Tras la retirada de Lagos y Maza, se encontraron en Catamarca; allí decidieron dividirse: mientras un ejército permanecería en Tucumán a la espera de Oribe, el otro avanzaría sobre Cuyo. Insólitamente, decidieron que Lamadrid, que ni siquiera conocía las provincias cuyanas, marcharía a Cuyo. Y Lavalle, que tenía vínculos en Mendoza y había residido allí, permanecería en Tucumán, donde no conocía a nadie.
Lamadrid avanzó lentamente hacia el sur; incorporó a las fuerzas de Peñaloza y siguió su camino. Su avanzada, al mando del general Acha –recientemente ascendido a ese grado– llegó a las cercanías de San Juan, perseguido por el gobernador sanjuanino Brizuela y por Aldao, que se habían visto sorprendidos por la maniobra de Lamadrid. Dispersó las fuerzas de Benavídez, y al día siguiente, 16 de agosto, destrozó completamente a las muy superiores de Aldao en la batalla de Angaco, tal vez la batalla más sangrienta de las guerras civiles argentinas. A continuación ocupó San Juan.
Pero Benavídez no estaba derrotado; reorganizó sus fuerzas y, antes de que llegara Lamadrid, que avanzaba muy lentamente por el desierto –nunca había dirigido tropas en una zona tan árida– y tal vez desconfiaba de Acha, lo acometió en la capital de su provincia en la batalla de La Chacarilla. Pese a la heroica defensa de Acha y sus hombres, fue vencido completamente y tomado prisionero el 22 de agosto. Sería ejecutado unas semanas más tarde por el vengativo Aldao. 
Lamadrid llegó a San Juan unos días más tarde, y la encontró abandonada por los federales. Desde allí continuó hacia Mendoza, y también la ocupó; se hizo nombrar gobernador –y conceder "facultades extraordinarias"–. Organizó en lo que pudo su ejército, persiguió a sus opositores, los esquilmó y los hizo fusilar. Luego salió a campaña, a esperar a Aldao.
Pero el ejército que se presentó frente a él estaba mandado por el general más capaz de Rosas, Ángel Pacheco. Benavídez y Aldao aportaron tropas, pero se sometieron al mando de este. La batalla de Rodeo del Medio, del 24 de septiembre, fue una completa victoria federal.
Los restos del ejército unitario debieron cruzar como pudieron la Cordillera de los Andes, completamente cubierta de nieve, hacia Chile. La batalla había sido sangrienta, pero los historiadores coinciden en que murió aún más gente en el cruce de los Andes.
Por ese lado, los ejércitos de la Coalición habían desaparecido.

### Muerte en el norte
Oribe pasó por Santiago del Estero, donde se reunió con Aldao, Maza, Lagos y un refuerzo venido del Litoral al mando de Eugenio Garzón, además de algunas tropas federales salteñas. De allí marchó a Tucumán.
Lavalle lo esperó sin moverse de la capital. Solo cuando lo tuvo muy cerca hizo una campaña de distracción hacia el sur; finalmente debió enfrentarlo en la batalla de Famaillá, el 19 de septiembre de 1841. Fue completamente derrotado. Los vencidos retrocedieron hacia Salta, donde Lavalle quiso organizar la resistencia, entusiasmado con la noticia de la organización del ejército del general José María Paz en Corrientes. Pero sus hombres –especialmente los correntinos que lo habían acompañado desde su provincia– lo abandonaron.
Por su parte, Avellaneda escapó hacia el norte, pero fue entregado a Oribe por el jefe de su escolta. En presencia de Oribe y por orden del coronel porteño Mariano Maza, fue degollado en Metán, en el este de Salta, junto a varios oficiales, entre ellos el coronel Vilela, el derrotado de San Cala.
Lavalle retrocedió hasta Jujuy, donde sería muerto por casualidad por una partida federal. Sus restos fueron conducidos por sus oficiales, –al mando de Juan Esteban Pedernera– a Potosí, en Bolivia.
El último episodio de esta guerra ocurrió en Catamarca. El coronel Mariano Maza invadió esa provincia y venció a un primer ejército en Piedra Blanca. Maza intimó rendición a Cubas, amenazándolo con la ejecución si no lo hacía. Cubas se negó y fue atacado el 29 de octubre en el mismo centro de San Fernando del Valle de Catamarca. Los oficiales que no murieron en la batalla, y el gobernador Cubas, fueron fusilados el mismo día en la plaza de Catamarca.
La Coalición del Norte había dejado de existir. Salvo por dos episódicas campañas lanzadas por Peñaloza desde Chile, no habría más resistencias a Rosas en el interior hasta 1852. Y, aún ese año, el dictador porteño sería derrotado sin participación alguna de tropas ni de gobiernos del interior.
Lo último que quedó de los ejércitos de la Coalición fueron los correntinos de Lavalle, que lograron cruzar el Chaco y unirse al ejército de Corrientes. Esa provincia seguiría resistiendo a Rosas hasta el año 1847.